# 杨云 (足球运动员)
杨云（1988年10月6日—），是一名中国足球运动员。
杨云初中就读于上海申花足球学校，之后顺利进入申花梯队。2007年由于申花联城合并，人员过剩，杨云几乎离开申花，但是最终被俱乐部外借到新加坡辽宁广原，不过并未获得上场机会。
2008年，杨云首次进入一线队名单，而且由于在友谊赛中的出色表现，吸引了意甲豪门尤文图斯的注意力，被邀请赴意大利试训。
2009年二次转会期，杨云被租借至中甲南昌八一至2010年赛季结束，他很快成为南昌后防线的重要成员，帮助球队夺得中甲亚军升入次年中超。